# 后现代主义建筑

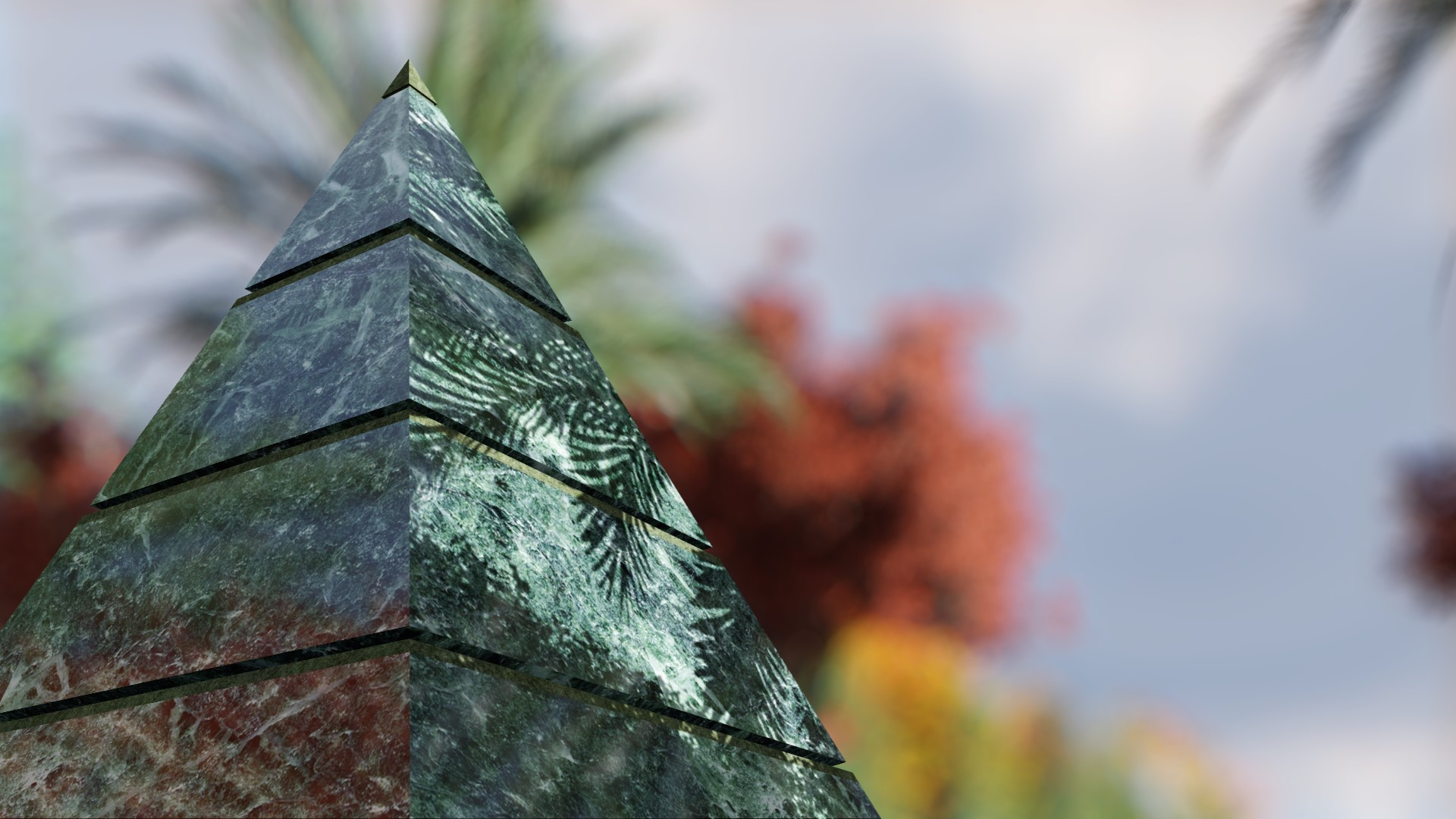
巴塞罗那CanSabaté公园，由Daniel Navas，NeusSolé和Imma Jansana设计。1984年

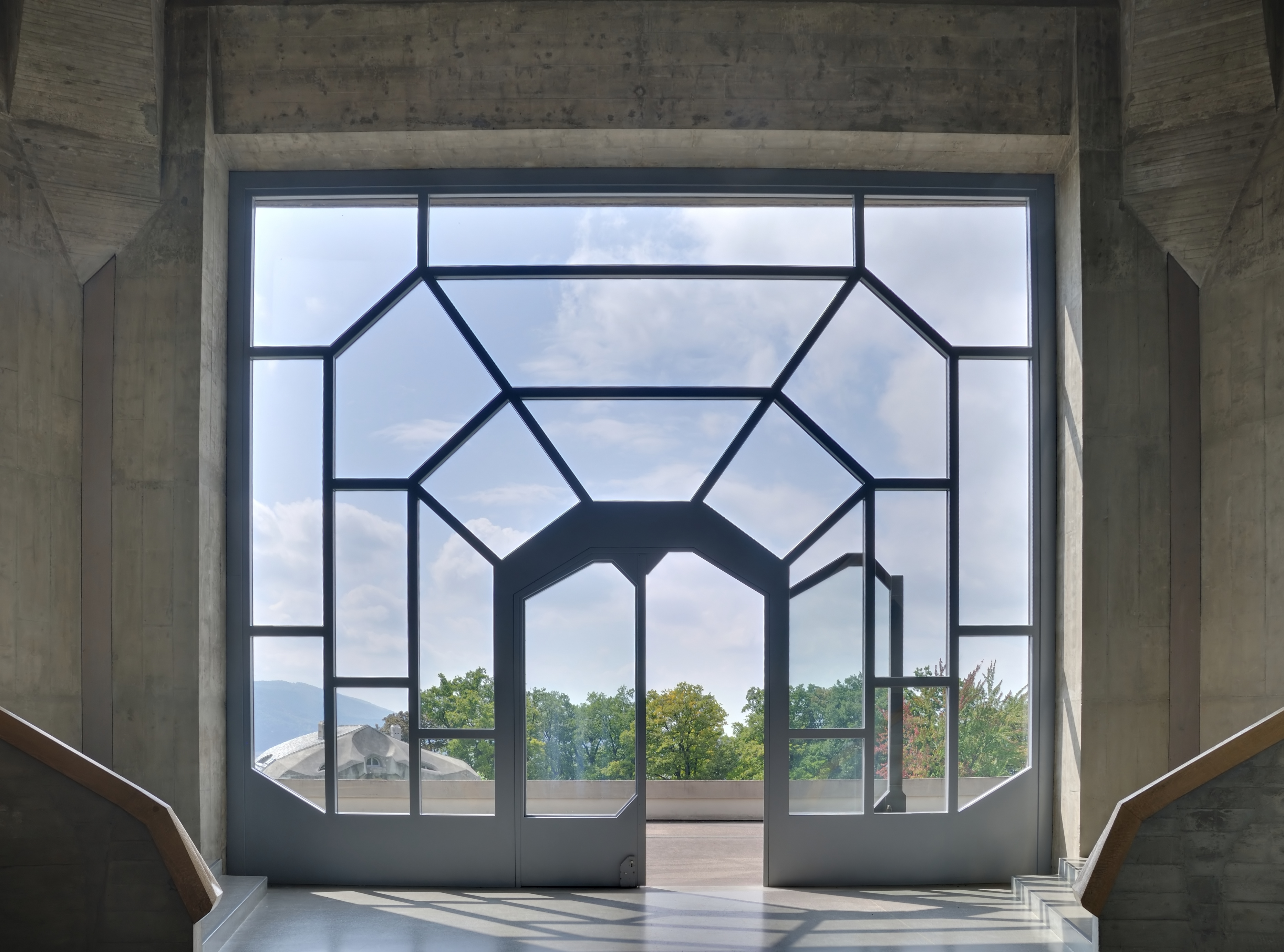
巴塞爾歌德纪念馆

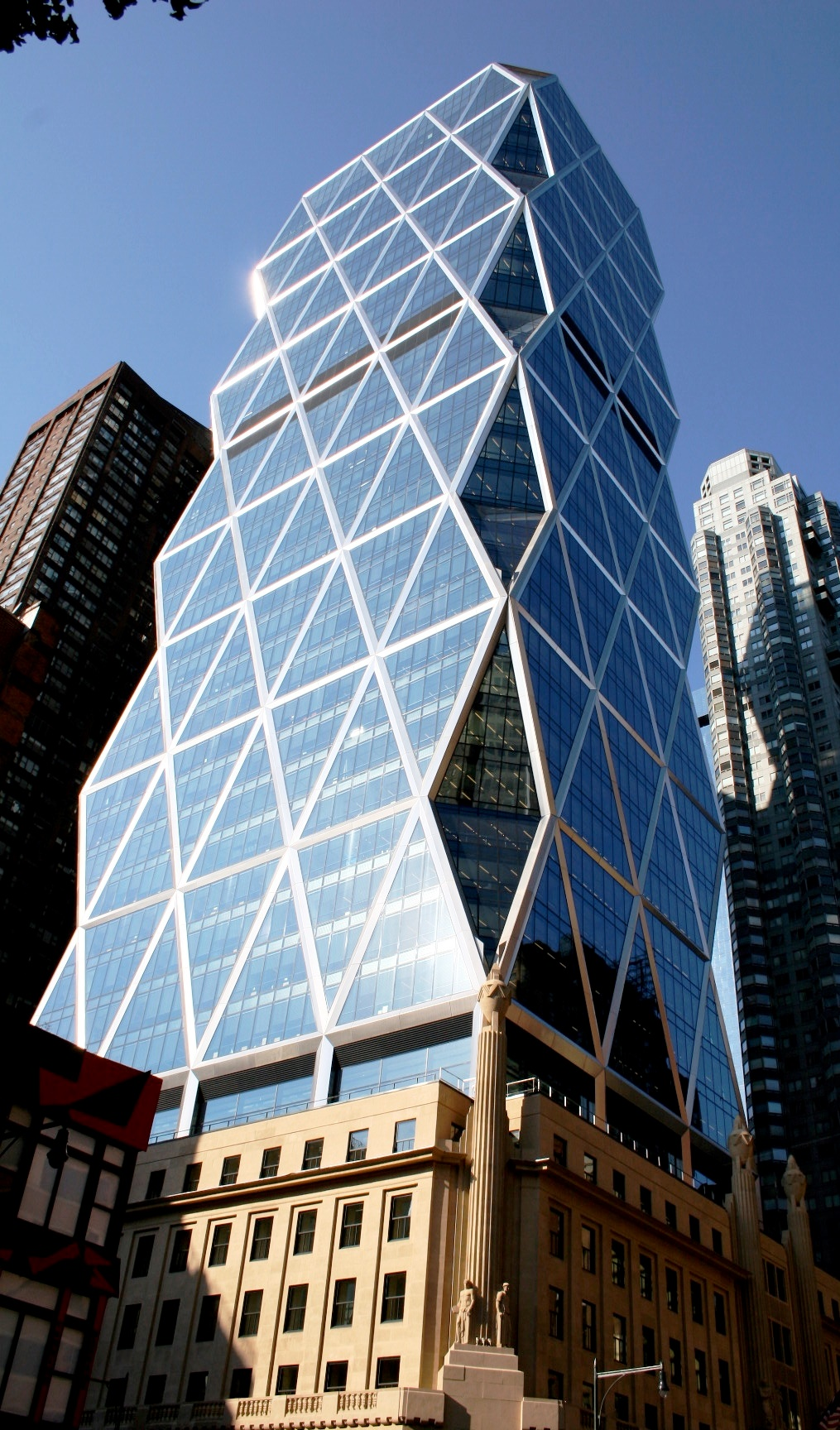
纽约赫斯特大樓

後現代主義建築（英語：Postmodern architecture）為起源於1960年代的一種建築風格和建築思潮，其被視為對現代主義建築，尤其是以勒·柯布西耶（Le Corbusier）和路德維希·密斯·凡德羅（Ludwig Mies van der Rohe）為首的國際主義建築過於簡樸、拘謹及缺乏多樣性的風格的一種批判。此一運動的引領者為建築師兼都市計畫師的丹尼絲·斯科特·布朗（Denise Scott Brown）和建築理論者羅伯特·文丘里（Robert Venturi），兩人於其共同編寫的著作《向拉斯維加斯學習》（Learning from Las Vegas）提出了相關的理念。後現代主義建築於1980年代和1990年代來到了高潮，除布朗和文丘里外，其他具有代表性的建築師包括菲力普·強森（Philip Johnson）、查爾斯·摩爾（Charles Moore）和麥可·葛瑞夫（Michael Graves）。
「後現代主義」這個名詞，不同的理論家有各自的見解，有些認為僅指某種設計風格，有些則認為是20世紀中期現代主義之後整個時代的名稱。在此名稱的使用上，全世界建築理論界未能達成統一的標準和認識，同時其風格與設計也在持續的發展。

## 时代
笼统的划分，可以说40年代到60年代是现代主义建筑、国际主义风格垄断的时期，70年代到现在为止是后现代主义时期。60年代末期，经历了30年的国际主义垄断建筑，产品和平面设计的时期，世界建筑日趋相同，地方特色，民族特色逐渐消退，建筑和城市面貌日渐呆板，单调，加上勒·柯布西耶的粗野主义，往日具有人情味的建筑形式逐步被非人性化的国际主义建筑取代。建筑界出现了一批青年建筑家试图改变国际主义面貌，引发了建筑界的大革命。

## 人物
最早提出后现代主义看法的是美国建筑家罗伯特·文丘里（Robert Venturi）。他在大学时代就挑战密斯·凡德勒的「少就是多」（“less is more”）的原则，提出「少则厌烦」（“less is a bore”）的看法，主张用历史建築因素和美国的通俗文化来赋予现代建築以审美性和娱乐性。他在早期的著作，《建筑的复杂性和矛盾性》中提出后现代主义的理论原则。而在《向拉斯维加斯学习》（learning from Las Vegas）进一步强调了后现代主义戏谑的成分，和对美国通俗文化的新态度。
美国建築家罗伯特·斯特恩（Robert Stern）从理论上把后现代主义建築思想加以整理，完成了一个完整的思想体系。在他的《现代古典主义》（Modern Classicism）一书中完整地归纳了后现代主义的理论依据，可能的发展方向和类型，是后现代主义的重要奠基理论著作。
美国作家和建築家查尔斯·詹克斯（Charles Jencks）继续斯特恩的理论总结工作，在短短几年中出版了一系列著作，其中包括《现代建築运动》、《今日建築》、《后现代主义》等等，逐步总结了后现代主义建築思潮和理论系统，促进了后现代主义建築的发展。

## 分类

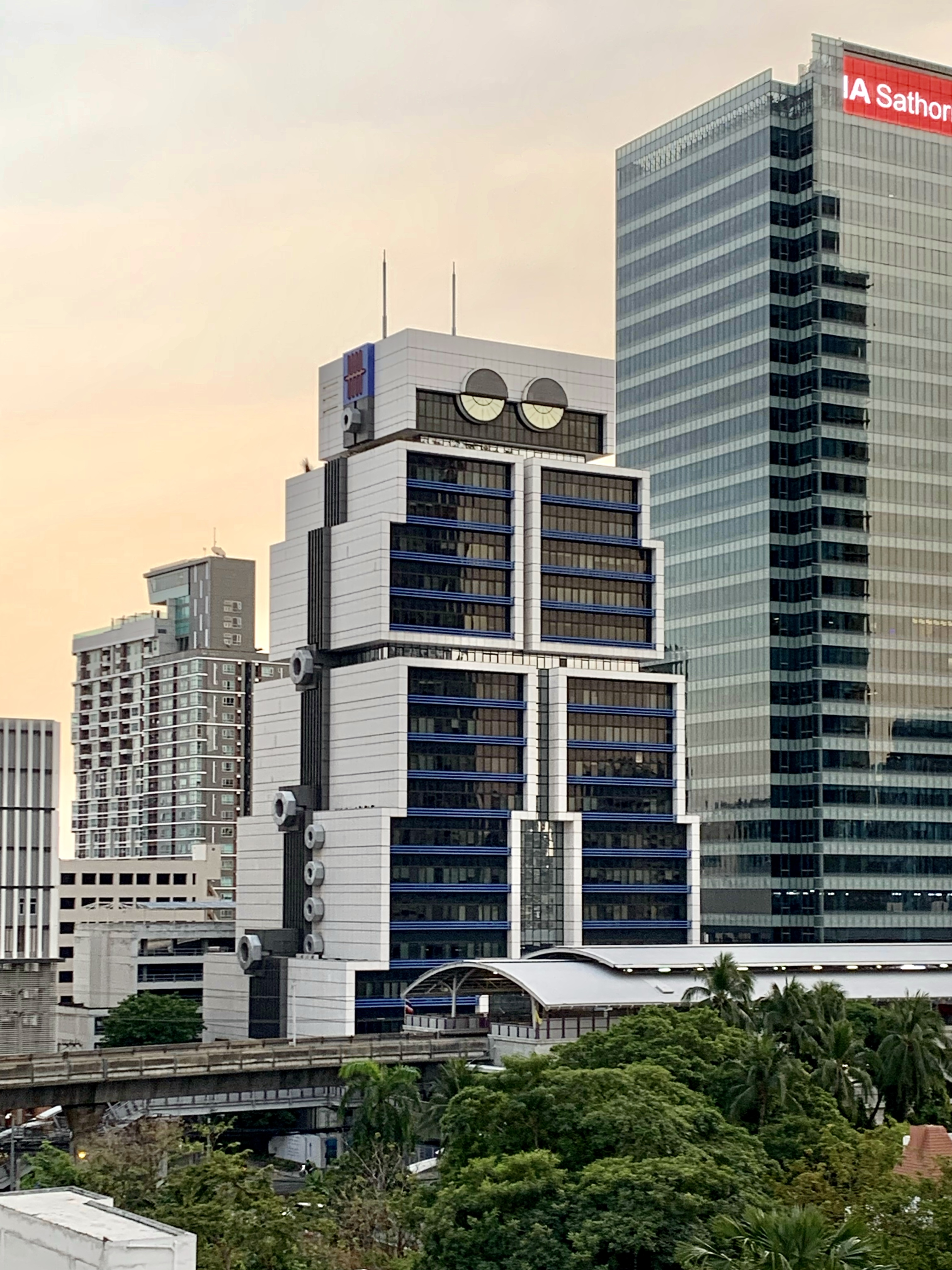
泰國聯合海上銀行總部建築像機器人外型的戲謔性

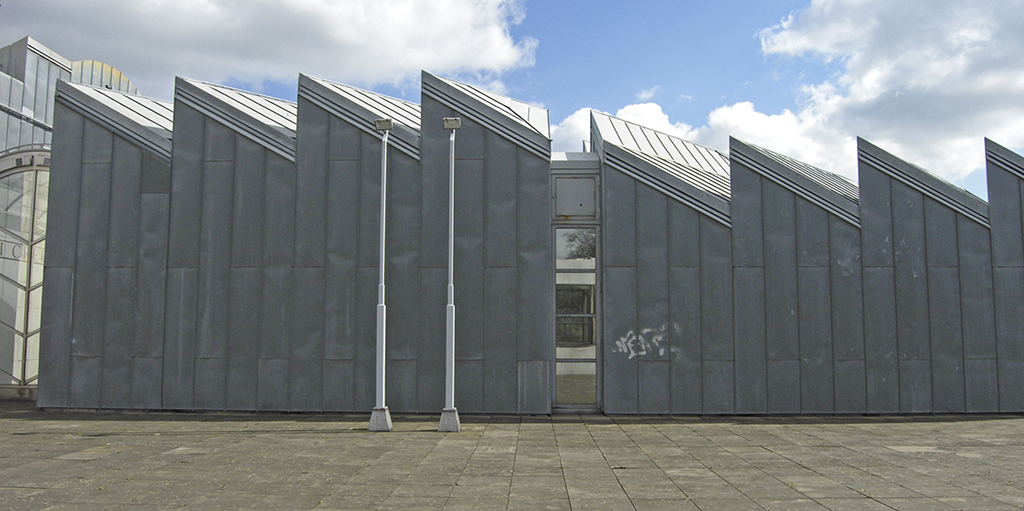
Abteiberg博物館的外觀有明顯嘲諷特徵

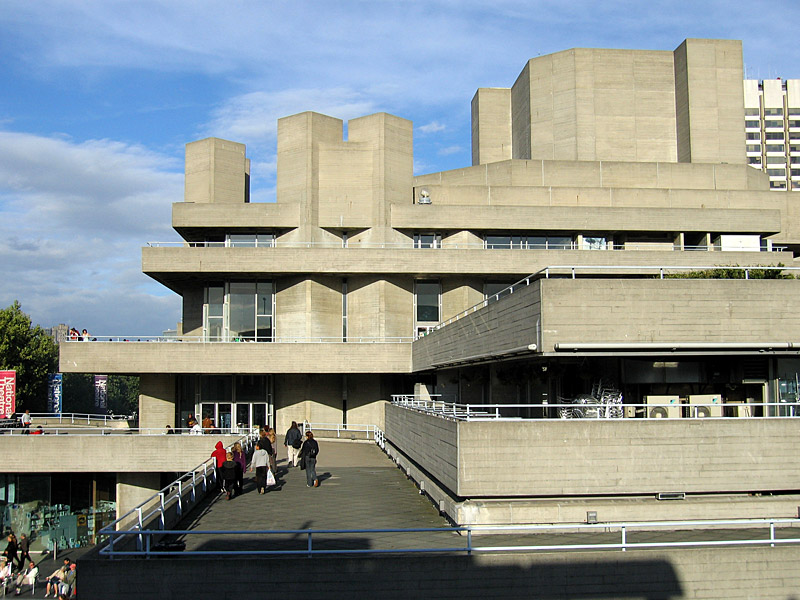
倫敦皇家劇院

参考罗伯特·斯特恩的《现代古典主义》

### 戏谑的古典主义
“戏谑的古典主义”（Ironic Classicism）或译为“嘲讽的古典主义”。也有人称为“符号性古典主义”或“语义性古典主义”。是后现代主义中影响最大的一种类型，主要的后现代主义大师都在这个范围内。
使用部分的古典主义建筑的形式和符号是其基本特征，而表现手法却具有折衷的、戏谑的、嘲讽的特点。从设计的装饰动机来看，应该说这种风格与文艺复兴时期以来的人文主义有密切联系。与传统的人文主义风格不同在于嘲讽古典主义，或者狭义后现代主义建筑设计明确地通过设计表现现代主义和装饰主义之间的无可奈何的分离，而设计师除了冷嘲热讽地采用古典符号来传达某种人文主义地信息之外，对于现代主义、国际主义风格基本是无能为力的。因而充满了愤世嫉俗的冷嘲热讽、调侃、游戏、玩笑色彩。
代表人物：
- 罗伯特·文丘里（Robert Venturi）
- 查尔斯·莫尔（Charles Moore）
- 麦克·格雷夫斯（Michael Graves）
- 菲利普·约翰逊（Philip Johnson）
- 矶崎新（Arata Isozaki）
- 特利·法列尔（Terry Farrell）
- 查尔斯·詹克斯（Charles Jencks）
- 弗兰克·以色列（Frank Israel）
- 詹姆斯·斯特林（James Stirling）

### 比喻性的古典主义
“比喻性的古典主义”（Latent Classicism），这种风格其实也是狭义后现代主义风格的一个类型。它基本采用传统风格作为构思，设计多半处于一半现代主义，一半传统风格之间。它与“戏谑的古典主义”的最大不同在于，这派设计家对于古典主义和历史传统具有严肃的尊敬态度，绝对不开玩笑。他们取古典主义的比例、尺寸、某些符号作为发展构思，因而具有比较严肃的面貌，从文化的角度来看，这派的作品更能为大众接受。
代表人物：
- 杰奎琳·罗伯逊（Jaquelin Robertson）
- 塔夫特建筑设计事务所（Taft Architects）
- 佛列德·科特与苏斯·金（Fred Koetter and Susie Kim）
- 劳伦斯·布斯（Laurence Booth）
- 马里奥·博塔与马里奥·坎比（Mario Botta and Mario Campi）
- 凯文·罗奇（Kevin Roche）

### 解構主義建築
“解構主義建築”解構主義建築是一個從80年代晚期開始的後現代建築思潮。它的特點是把整體破碎化（解構）。主要想法是對外觀的處理，通過非線性或非歐幾里得幾何的設計，來形成建築元素之間關係的變形與移位，譬如樓層和牆壁，或者結構和外廓。

### 新現代主義建築
“新現代主義建築”是現代主義建築對后现代主义建筑的一種回應，繼續承繼了現代主義以簡單和平民化的設計的理念，又加強搭配了比例與幾何的藝術圖樣，增加變化以避免落入現代主義建築多屬方正形狀的『呆板』俗套中，表達實用和廉價也可以達成藝術和精神上需求，而不一定要花俏昂貴的過度設計和建材浪費、功能折損。諷刺的是有時新現代主義建築也被歸類為後現代，因為凡是不同於現代的都算是後現代。

### 奇異建築
“奇異建築”奇異建築是後現代主義建築中的一個流派。其特點是各不相同，甚至是顛覆性的。有人說它的創作目的就是成名，把建築當作遊戲。

## 外部連結
- About Postmodernism（页面存档备份，存于）
- Gallery of Postmodern Houses（页面存档备份，存于）
- Post Modern Architecture at Great Buildings Online